# تیندل لندینگ (کالیفرنیا)
تیندل لندینگ، کالیفرنیا (به انگلیسی: Tyndall Landing, California) یک محدوده ثبت‌نشده در ایالات متحده آمریکا است که در شهرستان یولو، کالیفرنیا واقع شده‌است.

## خصوصیات
تیندل لندینگ ۱۱ متر بالاتر از سطح دریا واقع شده‌است.